# Hoplandrothrips armiger
Hoplandrothrips armiger är en insektsart som först beskrevs av Jones 1912.  Hoplandrothrips armiger ingår i släktet Hoplandrothrips och familjen rörtripsar. Inga underarter finns listade i Catalogue of Life.